# Zaouiet Kounta
Zaouiet Kounta é uma cidade e comuna localizada no distrito homônimo, na província de Adrar, no centro-sul da Argélia. Em 2008, sua população era de 17 116 habitantes.